# 五十嵐優美子
五十嵐優美子（日语： Igarashi Yumiko，1950年8月26日—），日本漫畫家、漫畫原作者，另有筆名：五十岸ひとみ、山川虹子，現居於札幌市。五十嵐優美子即是本名，在日本發表作品時採用本名的平假名。

## 經歷
北海道旭川市出身。1968年就讀札幌旭丘高等學校三年級時，作品〈白い鮫のいる島〉刊登在《Ribon》增刊號出道。爾後轉學至東京潤德女子高等學校，畢業後開始在講談社《NAKAYOSHI》連載漫畫。
1977年她擔任作畫的漫畫《小甜甜》榮獲第1屆講談社漫畫賞少女部門賞。

## 相關人物
漫畫家五十嵐奈波是五十嵐優美子與前夫井上和彥所生之子。